# Orbán János (főkapitány)
Orbán János (Csíkszereda, 1826. – 1889. március 25.) 1848-49-es szabadságharc hadnagya, Csíkszereda város rendőr-főkapitánya és országgyűlési képviselője. Felesége Erőss Borbála, id. Erőss Elek főjegyző, országgyűlési követ, főbíró, majd haláláig - 50 éven keresztül Csíkszereda polgármesterének nővére volt.

## Élete
1848 nyarán zászlóaljával a délvidéki szerb felkelők ellen vezényelték. Alakulatával októberben csatlakozott a honvédsereghez, amellyel egy darabig az aradi vár ostrománál szolgált. 1849 februárjától zászlóaljával Erdélyben harcolt. Április 2-án előléptették hadnaggyá, ezredének újonnan szervezett 4. zászlóaljánál. Május 1-én kitüntették a katonai érdemjel 3. osztályával. Végül a 86. zászlóaljnál szolgált, a brassói hadosztályban. Júniusban a Törcsvári-szoros védelme során megsebesült.
1867-ben börtönfelügyelő volt Csíkszeredán. Később a város rendőr-főkapitánya és országgyűlési képviselője, illetve Csík vármegye törvényhatóságának tagja lett.
1889. március 25.-én halt meg Csíkszeredán, sírja a csíkszeredai Szent Kereszt-templom cintermében található.